# Masuzō Madono
Masuzō Madono (真殿 益蔵?, Madono Masuzō; fl. XX secolo) è stato un calciatore giapponese, di ruolo centrocampista.

## Carriera
Masuzō Madono studiò e milito nella formazione calcistica della Kwansei Gakuin University. Debuttò il 17 maggio 1925 nella Nazionale di calcio del Giappone,  durante l'edizione di quell'anno dei Giochi dell'Estremo Oriente a Manila, giocando contro le Filippine, contro le quali il Giappone vinse segnando 4 gol. Disputò inoltre la partita del 20 maggio contro la Cina, che si concluse con un risultato di 2-0 a favore dei giapponesi.